# جنبش الهه

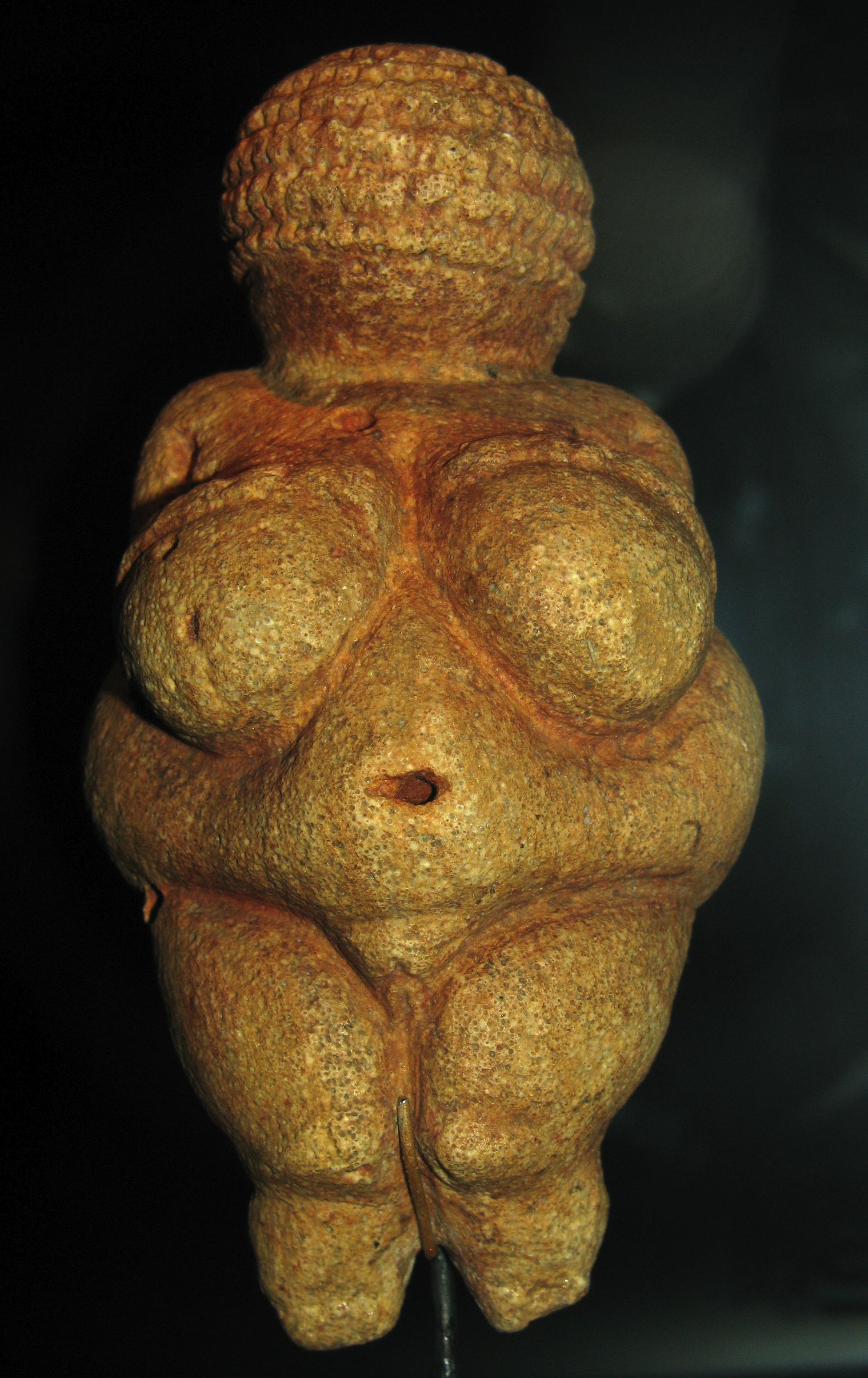
جنبش الهه

جنبش الهه (انگلیسی: Goddess movement) شامل باورها یا اعمال معنوی (عمدتاً نئوپاگانیسم) که عمدتاً در آمریکای شمالی، غرب اروپا، استرالیا و نیوزیلند در دهه ۱۹۷۰ ظهور کردند. این جنبش به عنوان واکنشی به ادراک‌های مذهبی سازمان‌یافته غالب به‌عنوان تحت سلطه پدرسالاری، رشد کرد و از پرستش ایزدبانو استفاده می‌کند و می‌تواند شامل تمرکز بر زنان یا در یک یا چند درک از جنسیت یا مادینگی باشد.